# Sermaise (Maine-et-Loire)
Sermaise is een gemeente in het Franse departement Maine-et-Loire (regio Pays de la Loire) en telt 227 inwoners (1999). De plaats maakt deel uit van het arrondissement Angers.

## Geografie
De oppervlakte van Sermaise bedraagt 7,2 km², de bevolkingsdichtheid is 31,5 inwoners per km².
De onderstaande kaart toont de ligging van Sermaise (Maine-et-Loire) met de belangrijkste infrastructuur en aangrenzende gemeenten.

## Demografie
Onderstaande figuur toont het verloop van het inwonertal (bron: INSEE-tellingen).